# Deep Cuts (EP de Yellowcard)
Deep Cuts es un EP de Yellowcard, lanzado el 16 de junio de 2009 por Capitol Records. El contenido de este EP viene sin ningún material nuevo, ya que la banda continua en su "receso indefinido". Avondale es del The Underdog EP, Down on my Head y Holly Wood Died se pueden encontrar en el Lights and Sounds, mientras When We're Old Men es un Bonus Track de iTunes de Lights and Sounds.

## Lista de canciones
1. «Avondale» (Acústico) - 3:36
2. «Down on my Head» (Acústico) - 3:31
3. «Holly Wood Died» (en Vivo en Las Vegas) - 3:54
4. «When We're Old Men» - 3:31

- Datos: Q3704666